# Nettgau
Nettgau ist ein Ortsteil von Jübar der Verbandsgemeinde Beetzendorf-Diesdorf im Altmarkkreis Salzwedel in Sachsen-Anhalt.

## Geographie
Nettgau, ein Haufendorf, liegt fünf Kilometer südlich von Jübar und 29 Kilometer südwestlich der Kreisstadt Salzwedel in der Altmark. Im Norden fließt der Poetzgraben in die Ohre, die westlich des Dorfes die Grenze zu Niedersachsen bildet. Im Westen und Norden liegen die Naturschutzgebiete Ohreaue und Mittlere Ohreaue.
Nachbarorte sind das niedersächsische Radenbeck im Westen, Gladdenstedt im Nordwesten und Wendischbrome im Südosten.

## Geschichte

### Mittelalter bis Neuzeit

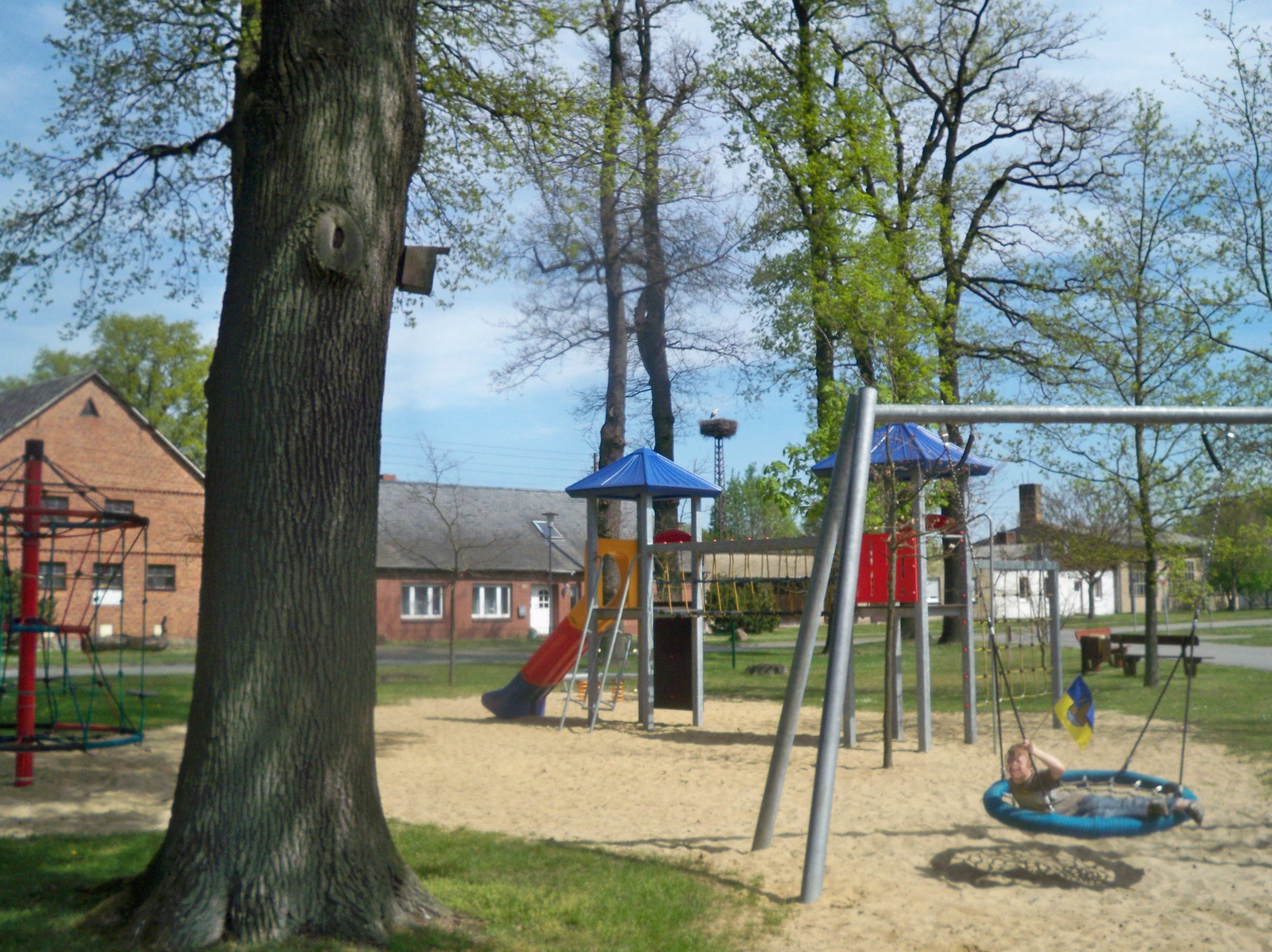
Ortsmitte mit Storchennest

Im Jahre 1529 werden Wiesen in den wüsten Dörfern Nettgau und Petzenow erwähnt als die wischen in den wusten dorppen tho Nethow und petzenow die Fritz von der Schulenburg auf Brome dem Kloster Diesdorf verschreibt.
Fritz von der Schulenburg ließ zwischen 1529 und 1548 auf der wüsten Dorfstelle Nettgau acht Kolonisten siedeln. 1548 verkaufte er den Ort an Georg von der Wense und Dietrich Behr.
Durch den Permutationsvertrag von Wallstawe kam Nettgau 1692 vom Gericht Brome im Herzogtum Lüneburg zur Voigtei Steimke und später zum Salzwedelischen Kreis im Kurfürstentum Brandenburg.
Bei der Bodenreform wurden 1946 wurden 215 Hektar enteignet, davon wurden 187,4 Hektar auf 49 Siedler aufgeteilt. Im Jahre 1948 gab es aus der Bodenreform 37 Erwerber, davon 5 Neusiedler. Bereits 1953 entstand die erste Landwirtschaftliche Produktionsgenossenschaft vom Typ III, die LPG „Helmut Just“. Kurz darauf entstand die LPG „Fortschritt“ (auch vom Typ III), die sich 1956 mit der LPG Wendischbrome und Gladdenstedt zu einer LPG zusammenschloss.

### Eingemeindungen
Nettgau gehörte ab dem Ende des 17. Jahrhunderts zum Salzwedelischen Kreis der Mark Brandenburg in der Altmark. Von 1807 bis 1808 lag es im Kanton Brome und von 1808 bis 1813 im Kanton Jübar auf dem Territorium des napoleonischen Königreichs Westphalen. Nach weiteren Änderungen kam es 1816 in den Kreis Salzwedel, den späteren Landkreis Salzwedel im Regierungsbezirk Magdeburg in der Provinz Sachsen in Preußen.
Am 25. Juli 1952 wurde die Gemeinde Nettgau in den Kreis Klötze umgegliedert. Die Gemeinden Gladdenstedt und Wendischbrome wurden am 1. Juli 1973 nach Nettgau eingemeindet. Am 1. Juli 1994 kam die Gemeinde Nettgau zum Altmarkkreis Salzwedel.
Durch einen Gebietsänderungsvertrag beschlossen die Gemeinderäte der Gemeinden Bornsen, Hanum, Jübar, Lüdelsen und Nettgau, dass ihre Gemeinden aufgelöst und zu einer neuen Gemeinde mit dem Namen Jübar vereinigt werden. Dieser Vertrag wurde vom Landkreis als unterer Kommunalaufsichtsbehörde genehmigt und trat am 1. Januar 2010 in Kraft.

### Einwohnerentwicklung
| Jahr | Einwohner |
| ---- | --------- |
| 1734 | 64        |
| 1774 | 63        |
| 1789 | 45        |
| 1798 | 65        |
| 1801 | 69        |
| 1818 | 68        |

| Jahr | Einwohner |
| ---- | --------- |
| 1840 | 128       |
| 1864 | 148       |
| 1871 | 149       |
| 1885 | 178       |
| 1892 | [0]192    |
| 1895 | 205       |

| Jahr | Einwohner |
| ---- | --------- |
| 1900 | [0]222    |
| 1905 | 217       |
| 1910 | [0]228    |
| 1925 | 245       |
| 1939 | 248       |
| 1946 | 283       |

| Jahr | Einwohner |
| ---- | --------- |
| 1964 | 206       |
| 1971 | 209       |
| 1981 | 403       |
| 1993 | 367       |
| 2006 | 340       |
| 2008 | 345       |

| Jahr | Einwohner |
| ---- | --------- |
| 2015 | [00]131   |
| 2018 | [00]134   |
| 2020 | [00]132   |
| 2021 | [00]132   |
| 2022 | [00]130   |
| 2023 | [0]126    |

Quelle, wenn nicht angegeben, bis 2006:

## Religion
Die evangelischen Christen aus Nettgau waren ursprünglich in Brome und Altendorf im Lüneburgischen im Konsistorialbezirk Ilfeld eingekircht. Im Jahre 1982 wurden die Kapellengemeinden Nettgau und Wendischbrome in den Kirchenkreis Beetzendorf eingegliedert und 1984 mit dem Kirchspiel Jübar verbunden. Heute werden sie betreut vom Pfarrbereich Diesdorf im Kirchenkreis Salzwedel im Bischofssprengel Magdeburg der Evangelischen Kirche in Mitteldeutschland.

## Politik

### Bürgermeister
Letzter Bürgermeister war Roland Klingler.

### Wappen
| | Blasonierung: „In Silber auf erhöhtem grünen Schildfuß drei Eichen mit schwarzen Stämmen und ineinander übergehenden grünen Kronen, im Schildfuß ein natürliches silbernes Hünengrab.“ |
| Wappenbegründung: Die Farben des Ortes sind Grün - Weiß (Silber). Das Wappen symbolisiert mit den drei Eichen die Ortsteile Gladdenstedt, Nettgau und Wendischbrome. Das verschlungene Blatt- und Astwerk der Bäume zeigt den Zusammenhalt die Stämme symbolisieren die Stärke der Ortschaft. Alle drei Dörfer besitzen einen Eichenanger. In Nettgau und Wendischbrome befindet sich dieser in der Dorfmitte in Gladdenstedt am Ortsrand. Die Eichenanger in der Dorfmitte hatten wirtschaftliche Bedeutung. Im Herbst nach dem Fallen der Eicheln öffneten alle, der in Hufeisenform angelegten Höfe, die Türen und die Schweine wurden auf den Platz getrieben. Die Einfriedung war durch die Hoflage schon gegeben. Die Eicheln sind sehr nährstoffreich und so konnte man zu Weihnachten fette Schweine schlachten. Die Eiche ist der prägende Baum der Dörfer. Das unten aufgeführte Großsteingrab ist ein Wahrzeichen von Nettgau und entspricht dem Original. Das Wappen wurde vom Archivar Andreas Rohloff aus Magdeburg gestaltet und am 10. Dezember 2009 durch den Altmarkkreis Salzwedel genehmigt. | |

## Kultur und Sehenswürdigkeiten
- Das Großsteingrab Nettgau liegt nördlich des Dorfes bei Gladdenstedt.
- Das 1920 errichtete Kriegerdenkmal im Ortszentrum erinnert an die Gefallenen des Ersten und Zweiten Weltkrieges, ein Sandstein-Obelisk mit davor angebrachter Namenstafel aus Granit.[15]
- Der Friedhof liegt im Osten des Dorfes.

## Wirtschaft
Größter Arbeitgeber ist das Werk Nettgau der Sonae Arauco Deutschland, in dem vom Unternehmen selbst und der Logistiktochter des Unternehmens rund 360 Mitarbeiter beschäftigt werden. Außerdem gibt eine Biogasanlage, eine Milchviehanlage, eine Kunstschmiede und weitere Kleingewerbe.